# زولتان سیلاگی
زولتان سیلاگی (به انگلیسی: Zoltán Szilágyi) (زادهٔ ۲۱ ژوئن ۱۹۶۷) شناگر اهل مجارستان است.